# 베벌리 (이스트라이딩오브요크셔주)

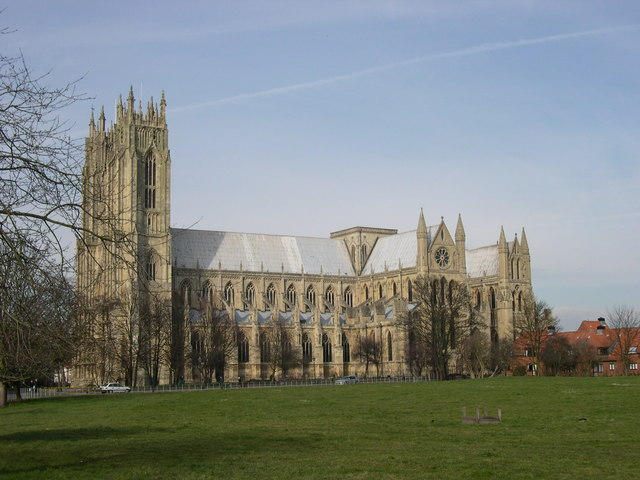
베벌리

베벌리(Beverley)는 영국 잉글랜드 이스트라이딩오브요크셔주의 도시로, 인구는 29,110명이다.

## 같이 보기
- 노샐러턴
- 웨이크필드